# Сребрна-Гура (Беляны)
Сре́брна-Гу́ра (пол. Srebrna Góra) — холм системы холмистой возвышенности Совинец, находящийся в юго-западной части Кракова, Польша. Холм располагается в Вольском лесу и отделяется от холма Совинца широким ущельем с Белянской поляной (285 метров над уровнем моря). На восточном склоне холма находится глубокий овраг Лупаны-Дул, который заканчивается в долине Вислы. На южных склонах холма находится заповедник «Белянские скалки».
Высота Сребрны-Гуры составляет 326 метра над уровнем моря. На вершине холма находится монастырь камедулов и церковь Успения Пресвятой Девы Марии.
На южном и юго-западных склонах холма по обе стороны пешеходной дорожки находится виноградник, считающийся вторым по величине в Польше.

## Источник
- Encyklopedia Krakowa. Warszawa — Kraków: Wydawnictwo Naukowe PWN, 2000. ISBN 83-01-13325-2.